# 渡辺拓也
渡辺 拓也（わたなべ たくや、1982年2月16日 - ）は、日本の作曲家・編曲家・作詞家。福岡県出身。

## 略歴
15歳の時にギターを弾き始める。バンドではヴォーカルを担当。高校卒業後、東京スクールオブミュージック専門学校に入学し、音楽制作を学ぶ。1年上の先輩には「mihimaru GT」の三宅光幸、2年上の先輩には中田ヤスタカ、1年下の後輩には作曲家の大貫成一、鈴木裕明がいる。18歳の頃、ピアノに興味を持ち始めDTMの世界へ。2003年から作曲家としての仕事を始める。

## 作品

### あ行
- THE IDOLM@STER SHINY COLORS
  - Let's get a chance（作詞、作曲）
- 葵（葵-168-、168-one sixty eight-を含む）
  - 想い出になる前に（作曲、編曲）
  - Liar（作曲、編曲）
  - 誘惑（作曲、編曲）
  - 向日葵（作曲、編曲）
  - 涙リフレイン（作曲、編曲）
  - 願い（作曲）
  - Butterfly（作曲、編曲）
  - Guilty（作曲、編曲）
  - Break out（作曲、編曲）
  - beauty girl（作曲、編曲）
  - pray（作曲、編曲）
  - 愛は陽炎（作曲、編曲）
  - ふたり（作曲、編曲）
  - 秘すれば花（編曲）
  - 蜃気楼（作曲、編曲）
  - BURN（作曲、編曲）
  - 雪月花（作曲、編曲）
  - SCANDAL（作曲、編曲）
  - サヨナラセカイ（作曲、編曲）
  - Dancin' Viper（作曲、編曲）
- Argonavis
  - ゴールライン（作詞、作曲）
  - STARTING OVER（編曲）
  - 流星雨（編曲）
  - VOICE（作曲、編曲）
  - 星がはじまる（編曲）
  - 雨上がりの坂道（作曲、編曲）
  - Pray（編曲）
  - リスタート（編曲）
  - AAside（作曲、編曲）
  - JUNCTION（作曲、編曲）
  - 可能性（編曲）
  - きっと僕らは（編曲）
  - BLUE ALBUM（作曲、編曲）
  - Reversal（作曲、編曲）
  - スタートライン（作詞、作曲、編曲）
  - スーパーノヴァ（作詞、作曲、編曲）
- Aqours
  - 決めたよHand in Hand（作曲、編曲）
  - HAPPY PARTY TRAIN（作曲）
  - SUKI for you, DREAM for you!（作曲）
- 井口裕香
  - over and over（編曲）
- 石原夏織
  - 恋の匂い（編曲）
- 伊藤かな恵
  - ユメ・ミル・ココロ（作曲、編曲）
  - セツナラブレター（編曲）
  - 誘惑マーマレード（編曲）
  - hide and seek（編曲）
  - サボテン（編曲）
  - 星の缶バッチ（編曲）
  - きみからはじまる（編曲）
  - 君がいれば（作曲、編曲）
  - オーロラ（作曲、編曲）
  - Happy Garland（作曲、編曲）
  - Shooting Star（作曲、編曲）
  - そして、これから（作曲、編曲）
  - また僕らは明日を知る（作詞、作曲、編曲）
- いとうかなこ
  - A Wish For The Stars（作曲）
- 伊藤静
  - ラストオーダー（作曲、編曲）
  - やさしい両手（作曲、編曲）
  - いいでしょ（編曲）
  - リフレイン（編曲）
- 入野自由
  - どこまでも（作曲、編曲）
  - アジサイの花束（作詞、作曲、編曲）
  - 見果てぬ世界、繋がる想い（編曲）
  - FrameとEdgeと、その向こう側（作曲）
- 岩田光央
  - P.S.（作詞、作曲、編曲）
- A応P
  - あのね、キミだけに（編曲）
- AKB48
  - シャムネコ（作曲）
- STU48
  - サングラスデイズ（作曲）
- Every Little Thing
  - ありがとうはそのためにある（作曲）
- ELISA
  - Dear My Friend -まだ見ぬ未来へ-（作曲）
  - -SMILE -You&Me-（作曲）
- 小野賢章
  - STORY（作詞、作曲、編曲）
- 小野大輔
  - 恋愛におけるチーズ的解決（作曲、編曲）
  - だいすき（編曲）
  - 雨音（作詞、編曲）
  - プリズム（作詞、作曲、編曲）
  - 真夏のスピカ（作詞、作曲、編曲）
  - 宙〜そら〜（作曲、編曲）
  - 春空（作詞、作曲、編曲）
  - リアルのない世界（作詞、作曲、編曲）
  - ダイアモンドダスト（作詞、作曲、編曲）
  - ありがとう（作詞、作曲、編曲）
  - キンモクセイ（作詞、作曲、編曲）
  - 鳥の夢（作曲、編曲）
  - モノクロの虹（作曲、編曲）
  - ヒーロー（作詞、作曲、編曲）
  - 花火（作詞、作曲、編曲）
  - オリオンの夜（作曲、編曲）
  - Endless happy world（作曲、編曲）
  - 雨音-Refrain-（作詞、編曲）
  - ドラマティック（作詞、作曲、編曲）
  - Hello（作詞、作曲、編曲）
  - Letter（作詞、作曲、編曲）
  - Dear（作詞、作曲、編曲）

### か行
- 柿原徹也
  - Othello（作曲、編曲）
- 神谷浩史
  - 1番星（作詞、作曲、編曲）
  - ハレのち始まりの日（作曲、編曲）
  - GLORIOUS TIME（作曲、編曲）
  - Drive（作詞、作曲、編曲）
  - HEART BEAT（作詞、作曲、編曲）※作詞は喜介と共作
  - Re-answer（編曲）
  - 希望の渦（編曲）
- 喜多修平
  - 君の手 僕の手（作詞、作曲、編曲）
  - 君だけを（作曲、編曲）
- ChroNoiR
  - Geminids（編曲）
- 寿美菜子
  - Startline（作曲、編曲）
  - Dear my...（作曲、編曲）
- CONNECT
  - 夕焼けセレネイド（作曲、編曲）
  - サクラ色（作詞、作曲）
  - Say Hello（作詞、作曲）
  - Pride（作詞、作曲、編曲）

### さ行
- 新谷良子
  - ルーフトップ（作曲、編曲）
- GENIC
  - IT'S SHOWTIME（作曲、編曲）
- 鈴村健一
  - messenger（作曲）
  - シロイカラス（作曲、編曲）
  - ALL GREEN（作曲,編曲）
  - ポジティブマンタロウ（作曲、編曲）
  - Destination（作曲、編曲）
  - All right（作曲、編曲）
  - SHIPS（作曲、編曲）
  - おもちゃ箱（作曲、編曲）
  - 太陽のうた（作曲、編曲）
- STYLE FIVE
  - RISING FREE（作曲、編曲）
- ジャニーズWEST
  - Guilty(作曲、作詞、編曲)
- Snow Man
  - 夏色花火（作詞、作曲、編曲）
- Sexy Zone
  - GAME（作曲）
  - RUN（作詞、作曲、編曲）
  - NOT FOUND（作詞）
  - 人生遊戯 (Sexy Zoneの曲)（作詞、作曲）
- SorAZ
  - 君と僕はアルビレオ 惹かれ合う彗星テイル（作曲、作詞、編曲）

### た行
- 髙木雄也
  - みちしるべ（作詞、作曲、編曲）
- 瀧川ありさ
  - Season（編曲）
  - 夏の花（作曲、編曲）
  - Summer of Love（作曲、編曲）
  - 銀河鉄道の降り方（編曲・ギター）
  - Again（編曲）
  - 色褪せない瞳（編曲、ギター）
  - Goodbye, I love you（編曲、ギター）
  - BOY'S CHRONICLE（作曲、編曲）
  - 日々モノクローム（編曲）
  - Journey（編曲）
  - アイセイハローのすべて（作曲）
  - The Seven Deadly Sins Medley（編曲）
  - ONE FOR YOU（作曲、編曲、ギター）
  - SUNDAY（編曲、ギター
- 田村ゆかり
  - 君へ（作曲、編曲）
  - Fallin' into you（作曲、編曲）
- ChouCho
  - 夏の日と君の声（作曲、編曲）
- 超特急
  - fanfare（作曲、編曲）
  - Yell（多田慎也と共作曲、編曲）
  - OVER DRIVE（作曲、編曲）
- テゴマス
  - Chocolate（作曲、編曲）
  - What's going on?（作曲）
  - 音色（作曲）
  - 青いベンチ (Acoustic Ver.)（編曲）
  - Over Drive（作曲 編曲）
  - いつかの街（作曲）
- 手嶌葵
  - 光（作詞、作曲）
- Do As Infinity
  - 恋歌（作曲）
  - ヨアケハチカイ（作曲）
  - ROCK DAYZ（作曲）
- TRUE
  - サウンドスケープ（作曲）
- To LOVEる -とらぶる- ダークネス
  - 天真爛漫!オトメ冥利☆（編曲）
  - そして君と恋をする from ララ（編曲）
  - 油断×大敵（編曲）

### な行
- nah
  - 依存症フェイバリティズム（作詞、作曲、編曲）
- 九星隊
  - Reach for the STARS（作詞、作曲、編曲）
  - By your side（作詞、作曲、編曲）
- 浪江女子発組合
  - いろむすび（作詞、作曲、編曲）
- 浪川大輔
  - いてくれるだけで（作曲、編曲）
- 南條愛乃
  - Gerbera (作曲、編曲）
- NEWS
  - チラリズム（作詞、作曲、編曲）
  - STARDUST（作曲）
  - D.T.F（作曲）
  - Lovin' U（作曲）
- 乃木坂46
  - 魚たちのLOVE SONG（作曲、編曲）
- 野中藍
  - だってあなたはあなただから（作曲）
  - このまま、このまま（作曲）

### は行
- 橋本みゆき
  - 跪くまで5秒だけ!（作曲）
- 早見沙織
  - 視紅（編曲[1]）
  - Abyss（編曲[1]）
- ハルニシオン
  - Luv it！（作詞、作曲、編曲）
- 藤木直人
  - モノクローム（作曲）
- 星街すいせい
  - Bluerose（編曲）

### ま行
- 牧島有希
  - 予感（作曲）
- MAG!C☆PRINCE
  - Over The Rainbow（作曲、編曲）
  - Dreamland（作詞、作曲、編曲）
  - もしも僕が世界を変えれたら（作詞、作曲、編曲）
  - Try Again（作詞、作曲、編曲）
- 水野佐彩
  - Good Day（編曲）
- 宮野真守
  - いつか（作曲、編曲）
  - 卒業デイズ（featuring SMILY☆SPIKY）（作詞、作曲、編曲）
- M!LK
  - ハロー！（作詞、作曲、編曲）
  - My Treasure（作詞、作曲、編曲）
  - Around The World（作詞、作曲、編曲）
  - TOUCH THE SUN（作曲、編曲）
  - Winding Road（編曲）
  - DEAR LIFE（作曲、編曲）
  - HOME（作詞、作曲）
  - 恋がはじまる（作詞、作曲）
  - ハピダン（作詞、作曲）
  - ブルーシャワー（作詞、作曲、編曲）
- May'n
  - Mr.Super Future Star（作曲）
- 目黒蓮
  - 朝の時間（作詞、作曲、編曲）

### や・ら・わ行
- 山崎あおい
  - 夏宵（編曲、サウンドプロデュース）
- 山田涼介
  - アジアの夜（作詞、作曲、編曲）
  - 銀の世界に願いを込めて（作曲）
- やまもとひかる
  - NOISE（作詞、編曲）
  - ツキカケラ（作詞、編曲）
- 弥生
  - このまま恋になる（作曲、編曲）
  - 真っ赤な果実（編曲）
- 吉野裕行
  - レディースアンドジェントルメン（作曲、編曲）
  - CAT WALK（作曲、編曲）
  - Discord（作詞、作曲、編曲）
- yozuca*
  - 春の日（作曲）
- ラブライブ!サンシャイン!!
  - 決めたよHand in Hand（作曲・編曲）
  - HAPPY PARTY TRAIN（作曲）
  - WHITE FIRST LOVE（作曲・編曲）
  - SUKI for you, DREAM for you!（作曲・編曲）
- ラブライブ!蓮ノ空女学院スクールアイドルクラブ
  - Dream Believers（作曲・編曲・弦編曲）
  - Sparkly Spot（作曲・編曲・弦編曲）
  - レディバグ（作曲）
  - KEY of Like!（作曲・編曲）
- ЯeaL
  - 秒速エモーション（編曲）
  - Outsider（編曲）
  - スタートライン（編曲）
  - 仮面ミーハー女子（編曲）
  - 星が見えないこの街で（編曲）
  - カゲロウ（編曲）
  - ナンセンス（編曲）
  - エゴサーチ症候群（編曲）
  - それを恋と呼ぶのなら（編曲）
  - 未来コネクション（作詞、編曲）
  - 光になれない（編曲）
  - リスキーゲーム（編曲）
  - 強がりLOSER（編曲）
  - エンドロール（編曲）
  - go!!（編曲）
  - Unchain My Heart（編曲）
  - Light Up Ambivalenz（作曲、編曲）
  - Dead or Alive（編曲）
  - サイケデリックダンス（編曲）
  - 36.8（編曲）
  - サイレンサー（編曲）
  - Brilliant escape（編曲）
  - カミサマ（編曲）
  - さよならの理由（編曲）
  - ディストラクション・ガール（編曲）
  - re:call（編曲）
  - 拝啓、あの日の僕へ（編曲）
- Little Glee Monster
  - 透明な世界（作詞、作曲、編曲）
- re Kiramune☆All Stars
  - 僕らの描く未来（作詞、作曲、編曲）
- ワルキューレ
  - Absolute 5（作曲、編曲）
  - ワルキューレは裏切らない